# Lion D
David Andrew Ferri, noto anche con lo pseudonimo di LION D (Londra, 1982), è un cantante italiano.

## Biografia
Ferri nasce a Londra nel 1982 da madre italiana e padre nigeriano, ma già l'anno seguente rientra con la madre in Italia. Si avvicina al reggae nel periodo delle scuole superiori iniziando a scrivere canzoni in lingua giamaicana, il patwa.
Nel 2007 esce su vinile 7" il suo primo singolo Keep the fyah burning, prodotto da Bizzarri Records di Modena, mentre nel settembre 2009 esce il suo primo album di Lion D dal titolo The burning' melody prodotto sempre dalla Bizzarri Records.
Nel corso degli anni si è esibito in concerto nei festival e nelle dancehall di tutta Italia e in Europa, partecipando ad eventi come al Rototom Sunsplash, Gusto Dopa al Sole, Chiemsee Reggae festival, Overjam, Positive River, Bababoom festival, presentandosi alla massive con il suo show in stile "conscious".
Lion D attualmente si esibisce in concerto supportato dalla Sound Rebels band e in showcase supportato dalla  Bizzarri sound.

## Discografia

### Album studio usciti come Lion D
- The Burnin Melody (2009)
- Reap what you sow (2011)
- Real Somth'n Ep (2012)
- Wild Fire Ep (2012)
- Bring back the vibes (2013)
- Heartical soul (2015)
- Mandala (2017) (pubblicato con lo pseudonimo "David Lion")
- Born In Captivity Ep (2019)